# 弗兰肯塔尔 (萨克森州)
弗兰肯塔尔（德語：Frankenthal）是德国萨克森州的市镇，隶属于包岑县。总面积为9.43平方千米，截至2023年12月31日总人口为906人。